# Pa O Don Chai
Pa O Don Chai est une ville de Thaïlande située dans la province de Chiang Rai, dans le district de Mueang Chiang Rai. En 2005 sa population était de 9 849 habitants.